# Gheorghe Hioară
Gheorghe Hioară (n. 15 august 1948, Alexandru Ioan Cuza, Raionul Vulcănești, Județul Cahul, Republica Moldova – d. 13 decembrie 2024) a fost un diplomat și om politic moldovean. A fost ambasador în Belarus din 2010 până în 2017.

## Biografie
Hioară s-a născut la 15 august 1948, în RSS Moldovenească. A studiat la Universitatea de Stat din Moscova între 1997 și 2003. În 1997 a fost numit ca membru al personalului Ambasadei în Bulgaria și a devenit ambasador al Moldovei în Bulgaria în 1998, menținând această funcție până în 2003. A fost membru în Parlamentul Republicii Moldova. Hioară a fost numit în funcția de ambasador al Moldovei în Belarus în iulie 2010 și câteva luni mai târziu, a fost numit reprezentant permanent al Moldovei în organele statutare ale CSI. El a fost rechemat pe 24 martie 2017. În afară de româna maternă, Hioară vorbește rusă, franceză, bulgară.